# Ōzu

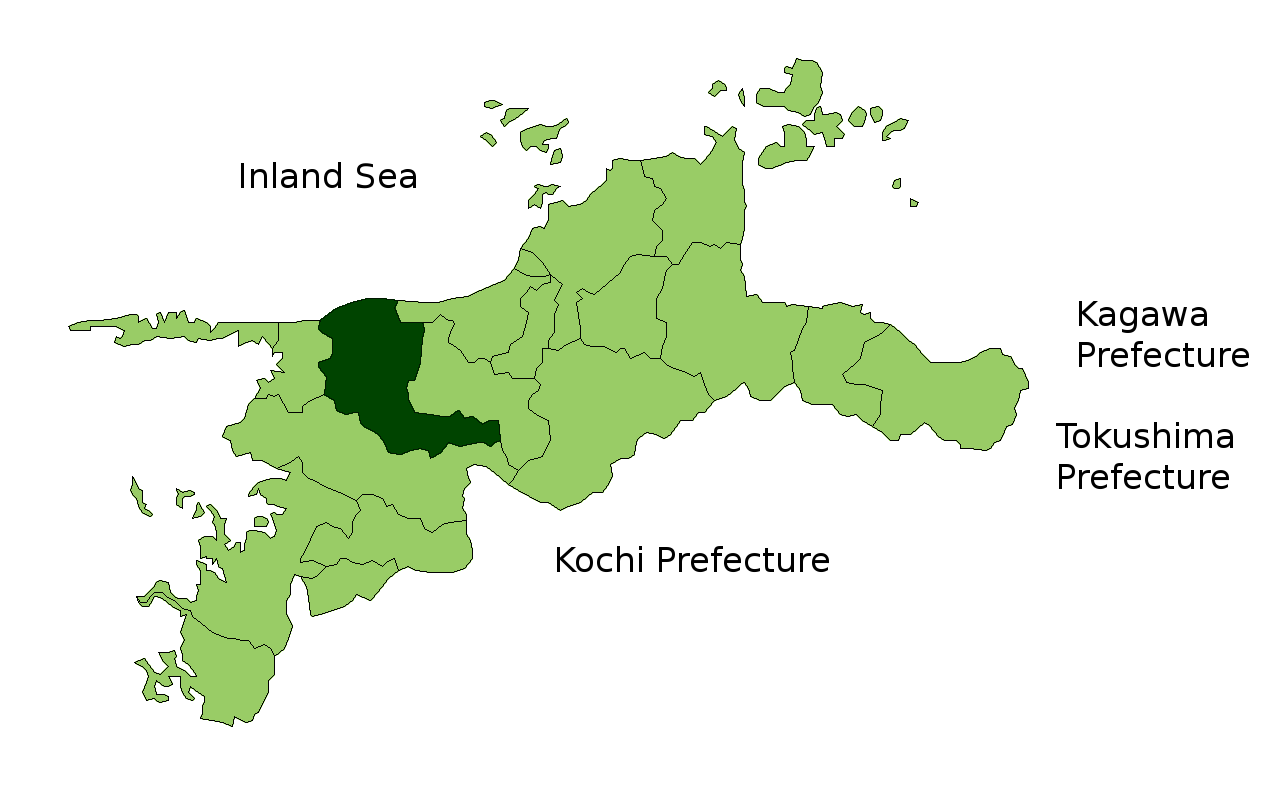

Ōzu (大洲市 Ōzu-shi?) este un municipiu din Japonia, prefectura Ehime.